# ほうおう座ガンマ星
ほうおう座γ星（英語: Gamma Phoenicis）は、ほうおう座にある3等級の恒星である。

## 特徴
この星は地球からは、約233光年離れている。
ほうおう座γ星は分光連星で、わずかに変光する変光星でもある。ヒッパルコス衛星による観測では、伴星の公転周期は97.5日とされていたが、後の観測で、約193日である事が示されている。光度変化は、日食のように大きな割合で変動しており、これは伴星の軌道傾斜角が高い事に起因しており、さらに伴星が楕円体状変光星である可能性がある事も一因ではないかとされている。
ほうおう座γ星は、主星のみが観測可能で、伴星は主星の視線速度によって確認する事が出来る。主星のスペクトル分類はM0III型で、これは水素による核融合反応を行う主系列星の段階を終えて、赤色巨星の段階にある事を示している。2つの恒星は、それぞれ太陽の1.3倍と0.6倍の質量を持っており、主星だけでも太陽の約500倍明るい。
| 指標         | 構成要素 | 構成要素 |
| 指標         | 主星     | 伴星     |
| ------------ | -------- | -------- |
| スペクトル型 |          |          |
| 視等級       |          |          |
| 質量 (M☉)    | 1.3      | 0.6      |
| 半径 (R☉)    | 50 - 55  |          |
| 光度 (L☉)    | 562      |          |
| 表面温度 (K) | 3,082    |          |
| 年齢（年）   | 55億     |          |